# Кил-Холтенау
Кил-Холтенау (на датски: Holtenå) е квартал на град Кил. Кил-Холтенау се намира в края на Килския канал в Килския фьорд (Балтийско море), известен е с големите си шлюзове за морски кораби и с летище Кил. На север от Кил-Холтенау в Кил-Шилкзе се намира Олимпийското пристанище.
Сред символите на Холтенау са шлюзовете, каналът, фарът, пристанище Тисенкай, складът до канала и високите мостове. Високите мостове нямат особеностите на първия висок мост на канала от Фридрих Фос, от който са запазени само фрагменти.

## География
Холтенау се намира в югоизточния край на Датския Волд. На улица Каналштрасе все още могат да се видят няколко места от предишния стръмен склон до река Левензау, някогашната граница между Шлезвиг и Холщайн. Някогашното село Холтенау днес се характеризира с гъсто жилищно строителство. Тъй като летището, предишната военна зона, пристанището и дори земеделските земи на север от летището се считат за част от квартала, официалната гъстота на населението е сравнително ниска. Квартал 18 – Холтенау граничи на североизток с железопътната линия Нойвитенбек – Кил Шустеркруг, на изток – с Килското пристанище и Килския фьорд, на юг – с южния бряг на Килския канал. На запад Холтенау има водна граница покрай Килския канал. До имението Кноп северният бряг на Килския канал е границата. От тази точка границата преминава по наклон над Килския канал до южния му бряг в близост до високите мостове на Левензау. От вила Хоенек до железопътната линия Нойвитенбек – Кил Шустеркруг автомагистрала 503 е границата на квартала. На северозапад е Алтенхолц, на североизток – Приес, а на юг – Вик. Прилежащите на изток водни площи са част от квартал Фридрихсорт.

## История
В стари документи се срещат наименованията Олтена или Алтена. Възможно е наставката „a“ да означава по-късно „ау“, защото не на последно място името Левензау показва, че скандинавски имена са били широко разпространени. Връзката с днешния Холтенау не е ясна.
От XV век има документирана информация за селото Холтенау. През 1479 година Холтенау се споменава в документ като Holtena ime kerspel to Stabbenhagen. Селото първо принадлежи към имението Кноп, след това от 1575 г. с осем хуфни и четири катени към имението Сикамп. Тъй като населеното място се намира на север от Левензау, то принадлежеше към Шлезвиг. Голямата част от град Кил принадлежи към Холщайн.
Строежът на Стария Айдер-канал на юг от селото и неговото завършване през 1779 година имаше незначително влияние върху селището.
През 1791 година се премахва крепостничеството в имението Сикамп и в Холтенау. Извън селото имаше малки групи от къщи и самостоятелни сгради, наречени Шустеркруг, Мушелкате, Диекен, Диестелбрук, Диекмисен и Фосбрук. Тази граница е запазена относно квартал 18 Холтенау досега, при което по време на строежа на летището и на МФГ-5 зоната, например Шустеркруг, Диекмисен и Фосбрук са отделени от селото Холтенау и следователно само село Холтенау се нарича Холтенау. Шустеркруг и Диекмисен преминават в квартал Приес, а след затваряне на зоната МФГ-5 през следващите години със саниранието на източния квартал Холтенау във Фосбрук се затварят и други строителни петна между селата Холтенау, Шустеркруг и Приес. След Датско-немската война Холтенау преминава към Прусия и от 1867 г. принадлежи към новата област Екернфьорде. Тогава Холтенау наброява около 400 жители. Част от Холтенау е принадлежало към Каналгутсбецирк Екернфьорде.
Завършването на Кайзер-Вилхелм-канала (по-късно Норд-Остзе-канал) през 1895 година не само фундаментално променя външния вид на Холтенау, но и чрез създаването на нови административни органи за управлението на канала, чрез привличането на търговци и специализиран персонал, както и чрез създаването на необходимата инфраструктура (например мост и парен превоз над канала) се стига до ново застрояване, което променя селскостопанския характер на селото. По това време Холтенау наброява около 1100 жители.
Както и в целия Килски фьорд, в Холтенау са изградени укрепления (Форт Холтенау), които обаче никога не са използвани и са разрушени след Първата световна война. През 1913 г. Холтенау става ядрото на Имперската морска авиационна служба, която по-късно се превръща във Военноморска авиация. През 1916/1917 година Гунтер Плушов, един от най-известните летци по време на Първата световна война и познат в морската история като „летецът от Циндао“, е командир на Станцията за хидроплани.
Краят на Първата световна война и на монархията довеждат и до временното оттегляне на военноморското и морското въздухоплаване. През 1922 година Холтенау е присъединен към Кил и брои над 3 000 жители.
През 20-те години на миналия век, след присъединяването, градският пейзаж на Холтенау се променя поради изграждането на летище и поради пълното разрушаване на укрепленията Холтенау (Форт Холтенау), които служеха за защита, както на крепостта Фридрихсорт като централна крепост на Кил така и на фиорда като военно пристанище. През 1928 г. е пуснато в експлоатация летище Кил-Холтенау, което е разширено до сегашния си размер в хода на превъоръжаването на Вермахта.
От 1934 до 1945 година Холтенау отново е база за подразделения на Райхсмарине и Кригсмарине, както и за екипаж на Летателната помощ на Военновъздушните сили. Въпреки че Холтенау е военноморска база и има временно строителство на подводници на корабостроителницата Deutsche Werke Kiel (DWK) в района на входа на шлюза, то е относително слабо засегнато от бомбардировките на Кил, които достигат своя връх през лятото на 1944 година. Това се дължи предимно на стратегическото значение на Норд-Остзе-канала за дислоцирането на кораби на Запада по време на настъпващата Студена война със Съветския съюз след Втората световна война.
През 1956 г. Холтенау става база на германския флот, който разполага военноморска авиация във въздушната база, като например Морската авиационна ескадрила 5 от 1958 г. до 2012 г. По-късно на това място възниква зона на саниране Холтенау Изток.
През 1997 година части от територията на град Холтенау се присъединяват към Алтенхолц. В замяна, части от територията на община Алтенхолц се присъединяват към община Кил-Приес.

## Население
Населението расте през годините систематично, както следва:
- 1741: 140 жители
- 1876: 330 жители
- 1900: 1434 жители + 160 жители в имението на канала
- 1922: 3179 жители
- 2014: 5204 жители

## Образование
В района има основно училище от 1741 година, като настоящата сграда на училището е построена през 1961 година. Най-близкото средно училище, Гимназия Алтенхолц, се намира в съседния град Алтенхолц.
Около 1650 година децата от Холтенау започват да посещават училище в Денскихен, въпреки че малко от тях могат да си го позволят поради разстоянието и таксите. Първото училище в района е основано около 1706 година в „Гут Зийкамп“ в Приес, района на Кил на север от Холтенау. Училището е наблюдавано от пастора на енорията в Денишенхаген и набляга на библейското обучение.
През 1741 година е основано първото училище в самия Холтенау, когато в половина от малка къща е създадена класна стая. Това училище е било слабо финансирано до отмяната на крепостничеството, когато сградата, която бе притежание на имението, преминава в собствеността на жителите на Холтенау. В началото на 19-ти век е построена нова сграда, специално предназначена за училището. След това бяха направени няколко разширения и нови сгради, за да се поберат повече ученици предвид нарастващо население.
По време на Втората световна война училището беше затворено и много деца бяха евакуирани. До 1945 година часовете се провеждаха в бункера Вендебург. Бункерът бе построен през 1939 година и бе разрушен при бомбардировка през 1945 година. През войната в двора на училището имаше казарми, а самото училище се използваше за съхранение на жито и военни запаси. След края на войната няколко класни стаи в училището бяха използвани за настаняване на бежанци от близките райони, които бяха опустошени.
По време на британската окупация през 1947 година бе основано английско училище за децата на британските семейства, което скоро след това бе затворено. През 1961 година е построена сградата на основното училище, което съществува и до днес.

## Култура и религия
До 1895 година Холтенау е под попечителството на църковната община в Денскихаген. Тогава в Холтенау бива създадена самостоятелна евангелска лутеранска община. Две години след създаването е осветена благодарствената църква, разположена на хълма над канала. Името ѝ изразява благодарността за завършването на строителството на Норд-Остзе-канала през 1895 година. При разширяването на летището Кил височината на църковната кула е намалена от 52 метра на 26 метра през 1935 година. През 1899 година е осветен гробищният парк.
От 1926 година Холтенау е мястото на моряшката мисия, която управлява два моряшки дома в града. Тук съществува също така евангелска датска общност. Сградите на датската общност в Уестенхофштрасе 8 се използват от културното дружество SSF (Sydslesvigsk Forening), Южношлезвигския избирателен съюз SSW (Sydslesvigsk Vælgerforening), работническото дружество SAF (Sønderjysk Arbejderforening) и дружеството на домакините (Husmoderforening).
Бившата католическа църква „Света Елисавета“ на адрес Мелисвег 38 през 2003 година е секуларизирана поради ниската посещаемост в сравнение с годишните разходи за поддръжка и през 2006 година е преустроена в архитектурно бюро.
В Холтенау са базирани „Гимнастически и спортен клуб Холтенау“ (TuS Holtenau) и FC Holtenau 07.

## Корабоплаване
Пилотите на НОК 2 Кил / Любек / Фленсбург от Братството на пилотите са разположени на острова на шлюза при северния вход на Норд-Остзе-канала (НОК). Оттук те изпълняват пилотски задачи по канала, преди Кил и Любек, както и във Фленсбургския фьорд. Норд-Остзе-каналът е най-натовареният изкуствен воден път в света на база брой преминавания на кораби. Кораби над даден размер са задължени да вземат на борда си не само пилот, но и канален рулеви, който поема управлението на кораба в канала. Каналните рулеви също са разположени в Холтенау.
Транспортът на пешеходци и велосипедисти през Норд-Остзе-канала се осъществява с ферибот по линията Вик-Холтенау, която се обслужва от ферибота Адлер 1 с дължина 14 метра и ширина 5 метра. Фериботът може да поеме до 49 пътници и около 24 велосипеда, превозва 3000 – 4000 пътници дневно за 3 – 5 минути пътуване между двата бряга през летните месеци; през зимата има само до 1000 пътници.

## Снимки
- Фар Кил-Холтенау
- Шлюзове в Кил-Холтенау (сливане на Килския канал с Килския фиорд)
- Опаковъчен склад на канала Айдер
- Изглед от моста на шлюза
- Тисенкай, отправна точка за много ветроходни пътувания
- Исторически сгради на Тисенкай
- Пилотен кораб Холтенау
- Пилотен кораб Холтенау в действие